# Hyperphara clusia
Hyperphara clusia är en fjärilsart som beskrevs av Druce 1897. Hyperphara clusia ingår i släktet Hyperphara och familjen björnspinnare. Inga underarter finns listade i Catalogue of Life.